# Kurzyński Bay
Die Kurzyński Bay (englisch für polnisch Zatoka Kurzyńskiego) ist eine Bucht an der Nordküste von King George Island im Archipel der Südlichen Shetlandinseln. Sie ist eine Nebenbucht der Corsair Bight und liegt an der Front des Eldred-Gletschers.
Polnische Wissenschaftler benannten sie 1984 nach dem polnischen Hubschrauberpiloten Wojciech Kurzyński, der bei zwei polnischen Antarktisexpeditionen (1978–1979 und 1980–1981) im Einsatz war.